# كارلوس أكوستا
كارلوس أكوستا (بالإسبانية: Carlos Acosta)‏ هو لاعب رماية مكسيكي، (و. 1908  م).

## وصلات خارجية
- كارلوس أكوستا على موقع أوليمبيديا (الإنجليزية)